# Sao biến quang

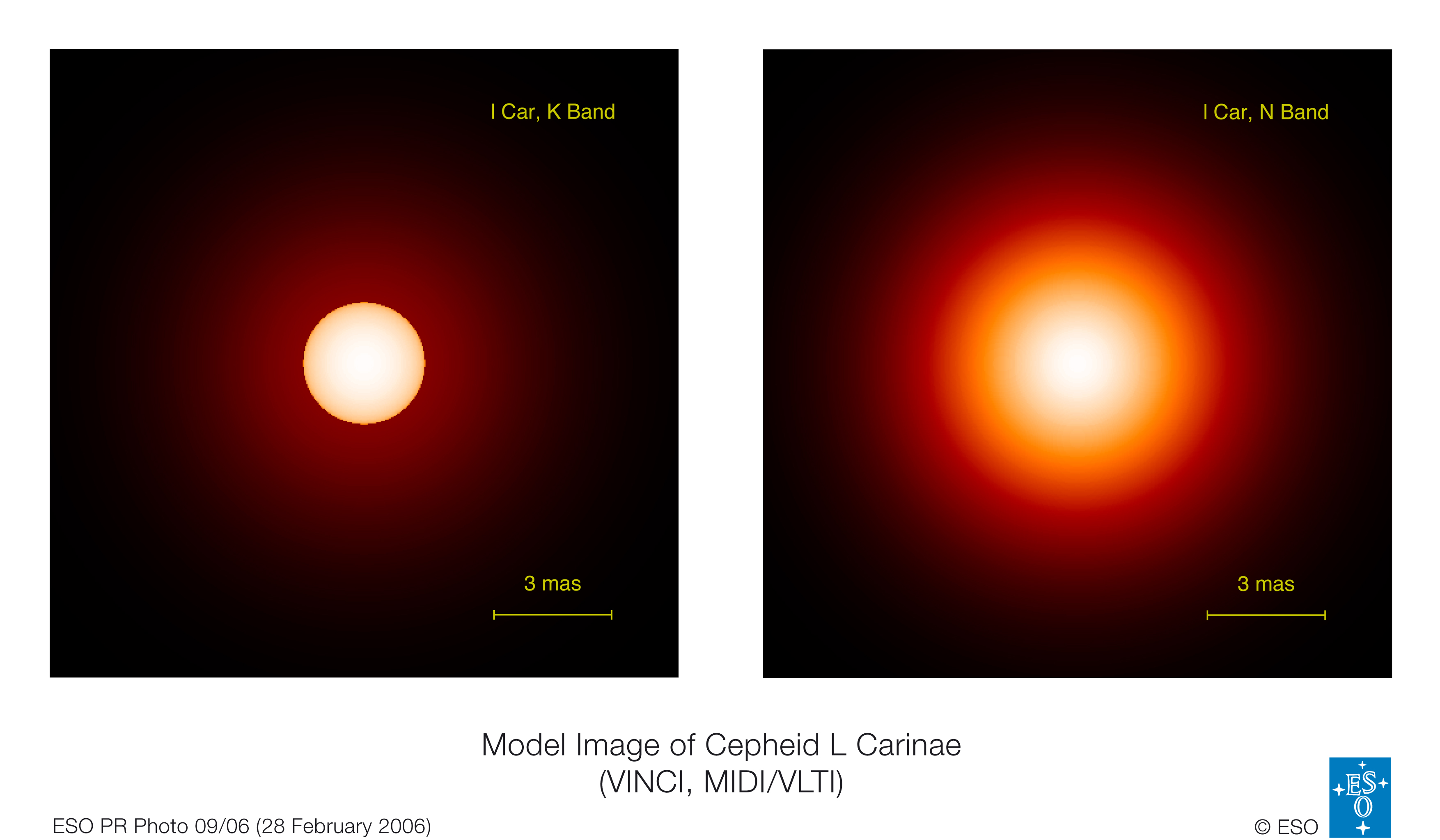
Sao biến quang Cepheid L Carinae

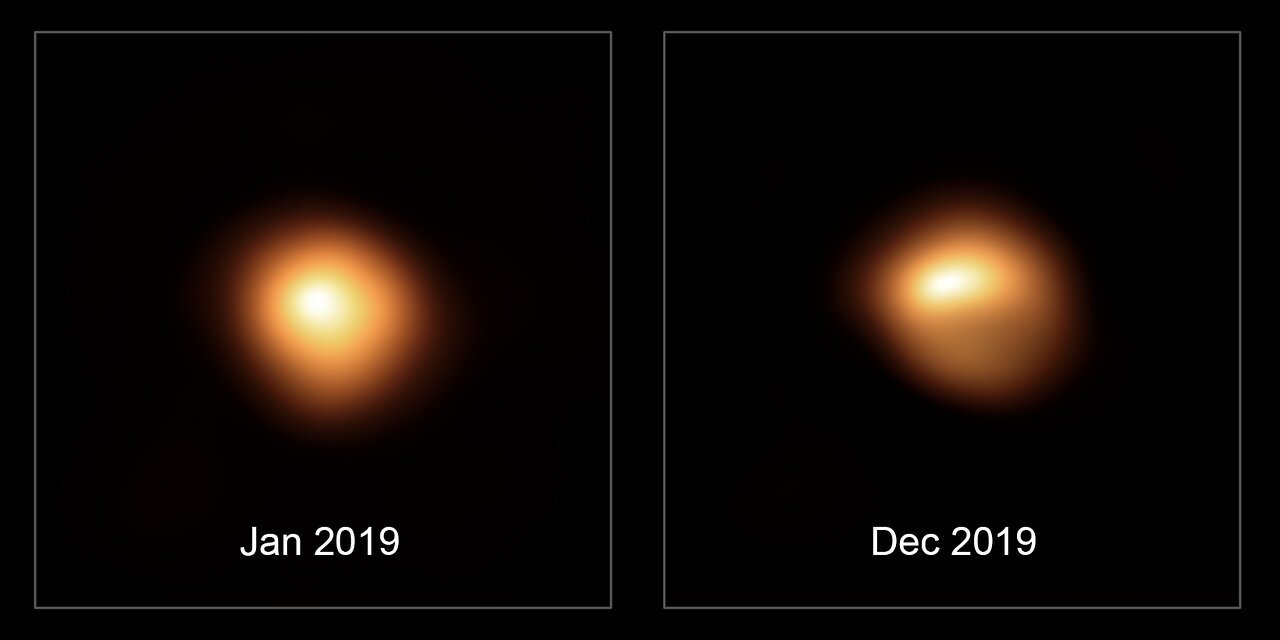
So sánh hình ảnh VLT-SPHERE của Betelgeuse vào tháng 1 năm 2019 và tháng 12 năm 2019, cho thấy sự thay đổi về độ sáng và hình dạng. Betelgeuse là một sao biến quang.

Sao biến quang (tiếng Anh: variable star) là các ngôi sao có độ sáng thay đổi đều đặn hoặc không đều đặn. Chu kỳ biến đổi của độ sáng có thể là vài giờ hoặc vài năm. Biên độ dao động có thể là từ 15 đến 17 cấp sao. Có 3 nhóm sao biến quang:
- Sao biến quang co giãn.
- Sao biến quang bùng phát.
- Sao biến quang biến động lớn.

Nhiều, có thể là hầu hết, các ngôi sao có ít nhất một số thay đổi về độ sáng: ví dụ, lượng năng lượng phát ra từ Mặt Trời thay đổi khoảng 0,1% trong chu kỳ Mặt Trời 11 năm.

## Khám phá
Một cuốn lịch Ai Cập cổ đại về những ngày may mắn và không may mắn được soạn ra cách đây khoảng 3.200 năm có thể là tài liệu lịch sử lâu đời nhất được bảo tồn về việc phát hiện ra một sao biến quang, hệ sao đôi Algol. Thổ dân Úc cũng được biết là đã quan sát thấy sự biến quang của Betelgeuse và Antares, kết hợp những thay đổi về độ sáng này vào những câu chuyện được truyền miệng.
Trong số các nhà thiên văn học hiện đại, ngôi sao biến quang đầu tiên được xác định vào năm 1638 khi Johannes Holwarda nhận thấy rằng Omicron Ceti (sau này được đặt tên là Mira) dao động (pulsated) trong chu kỳ kéo dài 11 tháng; ngôi sao trước đó đã được David Fabricius mô tả là một tân tinh vào năm 1596. Khám phá này, cùng với các siêu tân tinh được quan sát vào năm 1572 và 1604, đã chứng minh rằng bầu trời đầy sao không phải là bất biến như Aristotle và các triết gia cổ đại khác đã quan niệm. Bằng cách này, việc phát hiện ra các sao biến quang đã góp phần vào cuộc cách mạng thiên văn học thế kỷ XVI và đầu thế kỷ XVII.
Ngôi sao biến quang thứ hai được mô tả là hệ sao đôi che khuất Algol bởi Geminiano Montanari năm 1669; John Goodricke đã đưa ra lời giải thích chính xác về tính biến quang của nó vào năm 1784. Chi Cygni được Gottfried Kirch xác định vào năm 1686, sau đó là R Hydrae vào năm 1704 bởi Giovanni Domenico Maraldi. Đến năm 1786, 10 ngôi sao biến quang đã được biết đến. Kể từ năm 1850, số lượng sao biến quang được biết đến đã tăng lên nhanh chóng, đặc biệt là sau năm 1890, khi người ta có thể xác định được sao biến quang bằng phương pháp chụp ảnh.
Ấn bản mới nhất của General Catalogue of Variable Stars (2008) đã liệt kê hơn 46.000 sao biến quang trong Dải Ngân Hà, cũng như 10.000 ngôi sao biến quang trong các thiên hà khác và hơn 10.000 sao nghi là sao biến quang.

## Phát hiện sự biến quang
Các loại biến quang phổ biến nhất liên quan đến những thay đổi về độ sáng, nhưng các loại biến quang khác cũng xảy ra, đặc biệt là những thay đổi trong quang phổ. Bằng cách kết hợp dữ liệu đường cong ánh sáng (light curve) với những thay đổi quang phổ quan sát được, các nhà thiên văn học thường có thể giải thích tại sao một ngôi sao cụ thể lại có thể biến quang.

### Quan sát sao biến quang

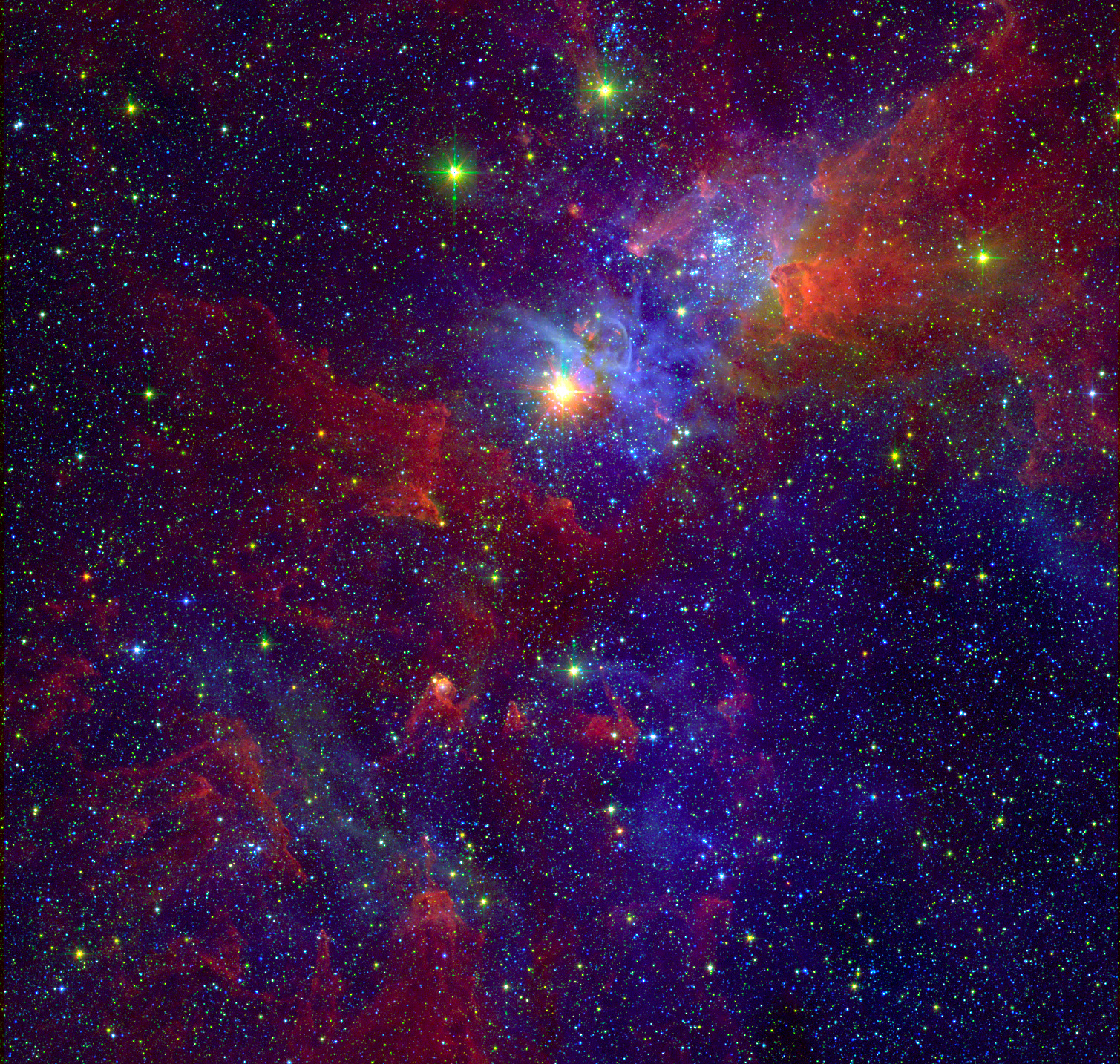
Một sao biến quang xanh, Eta Carinae, trong tinh vân Thuyền Để.

Các sao biến quang thường được phân tích bằng phép đo sáng, quang phổ kế và spectroscopy. Các phép đo về sự thay đổi độ sáng của chúng có thể được vẽ để tạo ra các đường cong ánh sáng. Đối với các sao biến quang thông thường, chu kỳ biến quang và biên độ của nó có thể được xác định rất rõ ràng. Tuy nhiên, đối với nhiều sao biến quang, những đại lượng này có thể thay đổi chậm theo thời gian, hoặc thậm chí từ thời kỳ này sang thời kỳ khác. Độ sáng đỉnh trong đường cong ánh sáng được gọi là maxima, trong khi độ sáng đáy được gọi là minima.
Các nhà thiên văn học nghiệp dư có thể thực hiện các nghiên cứu khoa học hữu ích về các sao biến quang bằng cách so sánh trực quan ngôi sao đó với các ngôi sao khác trong cùng một trường quan sát bằng kính thiên văn có cường độ đã biết và không đổi. Bằng cách ước tính cấp sao của sao biến quang và ghi lại thời gian quan sát, có thể xây dựng được đường cong ánh sáng trực quan. American Association of Variable Star Observers đã thu thập những quan sát như vậy từ những người tham gia trên khắp thế giới và chia sẻ dữ liệu với cộng đồng khoa học.
Từ đường cong ánh sáng, dữ liệu sau được rút ra:
- Sự thay đổi độ sáng là định kỳ, bán định kỳ, không đều hay duy nhất?
- Chu kỳ dao động độ sáng là như thế nào?
- Hình dạng của đường cong ánh sáng là gì (đối xứng hay không, mỗi chu kỳ chỉ có một hay nhiều minima,...)?

Từ quang phổ, dữ liệu sau đây được rút ra:
- Đó là loại sao gì: nhiệt độ của ngôi sao đó là bao nhiêu, loại sao của nó (sao lùn, sao khổng lồ, sao siêu khổng lồ,...)?
- Nó là một ngôi sao hay là một hệ sao đôi? (Quang phổ kết hợp của một hệ sao đôi có thể cho thấy các phần tử từ quang phổ của từng ngôi sao thành viên).
- Quang phổ có thay đổi theo thời gian không (ví dụ, một ngôi sao có thể trở nên nóng hơn và lạnh hơn theo chu kỳ)?
- Những thay đổi về độ sáng có thể phụ thuộc nhiều vào phần quang phổ được quan sát (ví dụ, có những biến đổi lớn trong ánh sáng nhìn thấy được nhưng hầu như không có bất kỳ thay đổi nào trong ánh sáng hồng ngoại).
- Nếu bước sóng của các vạch quang phổ bị dịch chuyển thì điều này sẽ giúp suy ra các chuyển động (ví dụ, sự phồng lên và co lại định kỳ của một ngôi sao, sự quay của sao, hoặc một lớp vỏ khí đang giãn nở) (hiệu ứng Doppler).
- Các đường phát xạ hoặc hấp thụ bất thường có thể là dấu hiệu của bầu khí quyển sao nóng hoặc là các đám mây khí bao quanh ngôi sao.

Trong rất ít trường hợp, có thể tạo ra hình ảnh của một đĩa sao. Chúng có thể cho thấy những đốm sẫm màu hơn trên bề mặt của nó.